# Gachnangerhandel
Der Gachnangerhandel war eine Religionsauseinandersetzung im 17. Jahrhundert in Gachnang im Kanton Thurgau in der damaligen Eidgenossenschaft.
Der Gerichtsherr von Gachnang, Hektor von Beroldingen, wollte in der reformierten Gemeinde den katholischen Glauben wieder einführen. Bei diesem Versuch entstand ein Streit um die Grabkreuze auf dem Friedhof der Gachnanger Dorfkirche. Als im Mai 1610 eine Hochzeit gefeiert wurde, ereignete sich ein weiterer Vorfall, in dessen Verlauf der herrschaftliche Weinkeller und die katholische Kapelle geplündert und zerstört wurden. An diesem Vorfall beteiligten sich rund 800 Reformierte.

## Ergebnis
Die fünf mitregierenden katholischen Orte wollten hart gegen die Plünderer und Zürich vorgehen. Dadurch waren die Spannungen zwischen den eidgenössischen Ständen so heftig angestiegen, dass man bereits an einen Krieg dachte. In letzter Minute konnte der Kanton Bern vermitteln. Als Bestrafung mussten die Beteiligten ins Gefängnis gehen oder Geldstrafen bezahlen. Schlussendlich hat Zürich den grössten Teil der Bussen bezahlt. Der Friedhof und die Pfarrpfründe wurden schliesslich zwischen den einzelnen Konfessionen aufgeteilt.